# SME 레코드
SME 레코드(エスエムイーレコーズ, SME Records)는 일본의 소니 뮤직 엔터테인먼트(SMEJ) 산하의 레코드 레이블이다.

## 개요
1998년 - SME의 메인 레이블인 Sony Records(후의 소니 뮤직 레코드)의 파생 레이블로서 발족했다. 레이블 발족 즈음해, 구 Sony Records 소속의 하마다 쇼고·오쿠다 다미오·쿠보타 토시노부, 마키하라 노리유키·키시타니 카오리 등이 레이블 이동, Sony Records의 서양음악 부문도 이관해 에어로스미스나 머라이어 캐리 등의 아티스트를 들여왔다.
2001년 10월 1일 - 분사화된 SMR에 속하는 레이블이 되어 서양음악 부문은 신설된 소니 뮤직 재팬 인터내셔널로 이관되게 되었다.
2002년 9월 - 신 CI를 도입하였다.
2003년 4월 1일 - 소니 뮤직 그룹 재편 사업의 일환으로 'SME Records'에 관련된 영업·사업을 분할하고 새로 설립된 신회사로 이행하는 형태로 독립했다.
2014년 4월 1일 이후는 소니 뮤직 레이블스(SML)의 사내 레이블에 속한다. 또한 법인격으로서의 SML은 구 SMR이기 때문에, 원래의 SMR(→SML)의 레이블에 돌아온 것이 되었다.
레이블명 "SME"의 정식명칭은 "Sony Music Entertainment". 캐치프레이즈는 "좋은 음악을, 오랫동안".
SMR 독립 전의 상품 번호는 Sony Records 레이블과 같은 SR○L이었지만, 독립 후에 SE○L로 변경되었다.
2002년부터 2005년까지 'HIT THE SPOT'이라는 프리미엄 라이브를 실시했다.
2021년 2월 현재, 록 밴드, 아이돌부터 솔로 아티스트까지, 다수의 뮤지션의 발굴·프로듀스를 다룬다. 이전에는 애니메이션 송을 주로 가창하는 아티스트도 많이 소속되어 있었지만, SACRA MUSIC의 신설에 따른 재편에 의해, 2017년 4월 1일자로 SACRA MUSIC으로 이행했다.

## 레이블
- SME Records(메인 레코드 레이블)
- Clearwater( 하마다 쇼고의 프라이빗 레이블)
- GOLD SWEAT(쿠보타 토시노부의 해외용 프라이빗 레이블)